# Социальная норма
Социа́льные но́рмы — общепризнанные, общепринятые или общеустановленные правила, образцы поведения, стандарты деятельности, призванные обеспечивать упорядоченность, устойчивость и стабильность социального взаимодействия индивидов и социальных групп. Совокупность норм, действующих в том или ином сообществе, составляет целостную систему, различные элементы которой взаимообусловлены.

## Типы социальных норм
1. Групповые привычки — нормы малых групп. Появляются и продолжают существовать только в малых группах (семьях, спортивных командах, дружеских компаниях)[2].
2. Общие правила — нормы больших групп (общества в целом). Это манеры поведения, традиции, этикет, мораль. Каждая социальная группа обладает своими обычаями, правилами поведения, традициями. Существуют манеры поведения пожилых людей, национальные обычаи.
3. Нормативность социального поведения напрямую связана с ролевыми функциями человека в обществе в целом, социальной группе. Эти функции определены его статусом в такой группе. Социальная норма, прививаемая человеку, группе и обществу, диктует поведение, которое будет ожидаемо. Формируются стереотипы, виденье человеком своего должного поведения[3].

Неоинституционалисты разделяют социальные институты на конвенции (или стратегии), нормы и правила. Социальные конвенции описывают обыденное и повседневное поведение, которое не подразумевает применение санкций или запретов.
Норма — это тип социального института, который носит обязательный характер и выражает запрет, требование или разрешение. Правило включает в себя не только обязательное требование или запрет, но и санкцию за его несоблюдение. Создание в обществе системы соблюдения правил должно включать наказания для тех, кто их не соблюдает. По мнению неоинституционалистов, норма — это «промежуточный» социальный институт, переходная социальная форма от правил к конвенциям, подразумевающая постепенный отказ от социального принуждения.

## Функции социальных норм
- интегрирование индивидов в группы, а группы в общество;
- регулирование общего хода социализации;
- контролирование девиантного поведения;
- формирование моделей, эталонов поведения.

Достижение этого при помощи социальных норм происходит следующим образом:
1. Социальные нормы — это обязанности одного человека по отношению к другому или другим людям. Ограничение учеников общаться с директором школы чаще, чем со своими учителями, обязывает каждого ученика выполнять требуемые нормы поведения, определённые обязательства с другими учениками, учителями и директором школы. Следовательно, социальные нормы определяют формирование сети социальных отношений группы, общества.
2. Социальные нормы — это ожидания малой группы, большой группы, общества в целом. От каждого человека, соблюдающего социальные нормы, окружающие ждут определенного поведения. Когда пассажиры общественного транспорта сначала выходят из него, а лишь затем другие входят, появляется организованное взаимодействие. При нарушении нормы возникают столкновения и беспорядок. Следовательно, социальные нормы определяют формирование системы социального взаимодействия, которая включает мотивы, цели, направленность субъектов действия, действие, ожидание, оценку и средства.

Социальные нормы выполняют собственные функции в зависимости от того, в каком качестве они себя проявляют:
- как стандарты поведения (правила, требования, обязанности);
- как ожидания поведения (стереотипы, реакция других людей).

Социальные нормы имеют всеобщий характер. Социальная норма, фиксируя какое-либо правило поведения, влияет не на конкретного индивида, а на всех людей, находящихся в аналогичных ситуациях.
Для социальных норм характерны:
- неопределённость адресата (тому, кто находится в конкретном качестве, в конкретных условиях, предусмотренных социальными нормами);
- универсальность применения (в актах общественных отношений, производства, обмена, взаимодействия индивидов);
- многократная повторяемость (критерий исторического процесса, обозначающий закономерность развития).

Социальная норма фиксирует акт деятельности, который на практике утвердился в жизни. Следовательно, совершённые поступки становятся негласным правилом. Социальная норма определяет формирование целенаправленной деятельности каждого индивида, которая определена объективными факторами. Эти факторы придают социальным нормам так называемую «объективную властность».
Социальные нормы предполагают и относительную свободу человеческого поведения, которую каждый человек ощущает, когда поступает в соответствии с социальными правилами, хотя мог бы и пренебречь ими. В то же время, когда человек нарушает правила поведения, он должен быть готов подвергнуться определенного рода санкциям, применяя которые, общество обеспечивает уважительное отношение индивидов к общественным правилам.
При помощи социальных норм общество стремится обеспечить осуществление определённых общественных функций. Осуществление этих функций представляет общественный интерес. Этот общественный интерес не обязательно является, в полном смысле слова, интересом преобладающей части общества. Однако он является общественным в том смысле, что при помощи социальных норм обеспечивает координацию и согласование действий индивидов для того, чтобы успешно разворачивался, прежде всего, процесс общественного производства, обеспечивающий существование общества на данной ступени его развития.

## Переменный характер
Американский психолог Харальд Вельцер указывает на тенденцию к изменению социальных норм под воздействием обстоятельств, приводя примеры из истории социальных перемен в Третьем Рейхе и войны в Югославии. Вельцер указывает на скорость, с которой немецкое общество обратилось к национал-социализму после после прихода нацистов к власти. Пример Югославии в которой протекали процессы этнизации, втянувшие все общество в жестокую войну с этническими чистками и массовыми расстрелами, также указывает, по мнению Вельцера, насколько слабы внутренняя психосоциальная стабильность и устойчивость современных обществ. Вельцер обращает внимание на то, что за короткий срок способны измениться не только абстрактные категории, такие как «общество» и «форма власти», но и конкретные люди, которые составляют эти общества и реализуют эти формы власти. Они могут быстро изменить свои нормативные ориентации, ценности и убеждения, самоопределение и поведение. Постепенно все более нормальным и приемлемым становится то, что сначала казалось бесчеловечным и недопустимым.